# Comuna Lîman Druhîi, Reșetîlivka
Lîman Druhîi (în ucraineană Лиман Другий) este o comună în raionul Reșetîlivka, regiunea Poltava, Ucraina, formată din satele Brateșkî, Demeanți, Kolinkî, Lîman Druhîi (reședința), Potereaikî Horovi și Șîșațke.

## Demografie
Componența lingvistică a comunei Lîman Druhîi
     Ucraineană (97,06%)
     Rusă (2,6%)
     Alte limbi (0,34%)
Conform recensământului din 2001, majoritatea populației comunei Lîman Druhîi era vorbitoare de ucraineană (97,06%), existând în minoritate și vorbitori de rusă (2,6%).